# Simon Russell Beale
Simon Russell Beale, född 12 januari 1961, är en engelsk skådespelare, författare och musikhistoriker. 
Han har spelat i Övertalning (1995), The Young Visiters (2003), Dunkirk (2004), The Deep Blue Sea (2011) och som Falstaff i William Shakespeares Henrik IV i BBC:s serie The Hollow Crown med flera av Shakespeares krönikespel 2012.

## Filmografi (i urval)
- 1992 – Orlando
- 1995 – Övertalning
- 1996 – Hamlet
- 1999 – Alice i Underlandet (TV-film)
- 1999 – Blackadder: Back and Forth
- 2002 – The Gathering
- 2010–2011 – Spooks (TV-serie)
- 2011 – My Week with Marilyn
- 2012 – The Hollow Crown (TV-serie)
- 2014 – Into the Woods
- 2014–2016 – Penny Dreadful (TV-serie)
- 2016 – Legenden om Tarzan
- 2017 – The Death of Stalin
- 2018 – Mary Queen of Scots
- 2019 – Marie Curie: Pionjär. Geni. Rebell.
- 2022 – Thor: Love and Thunder
- 2023 – Firebrand
- 2024 – House of the Dragon (TV-serie)
- 2024 – Mary & George (TV-serie)
- 2025 – The Choral
- 2026 – The Magic Faraway Tree